# 東大阪市
東大阪市（日语：／ Higashiōsaka shi */?）是位於日本大阪府東部的城市，其人口規模位居大阪府第三，僅次于府內兩個政令指定都市大阪市和堺市，目前是中核市。現有提案與周邊的八尾市和柏原市進行市町村合併並升格為大阪府的第三個政令指定都市的構想，但此提案目前並未有任何的進展。
轄區位於大阪平原的東部，市區的大半區域都是平坦的低地，有許多的河流通過，主要的河川包括有寢屋川、長瀨川、恩智川、玉串川、第二寢屋川等，這些河川也因泥沙淤積使河床不斷升高形成懸河，在1976年曾遭受嚴重水患。市區東側則有生駒山與奈良縣生駒市相隔。
轄內有大量中小型企業，其中部分企業在2002年組成了「東大阪宇宙開發協同組合」，嘗試以各家企業所擁有先進精密技術往人造衛星領域發展，過去工廠總數曾達到全日本第三，僅次於政令指定城市的大阪市和橫濱市。
以此地為主場的職業體育球隊包括：日本棒球獨立聯盟棒球第一聯盟的06公牛隊（主場設於花園中央公園棒球場）、日本橄欖球頂級聯盟的近鐵Linears（主場設於東大阪市花園橄欖球場）及日本職業足球聯賽的FC大阪（主場同樣設於東大阪市花園橄欖球場）。

## 人口
| 東大阪市人口分布圖 |                                                 |  |
| 東大阪市與日本全國年齡別人口分布比較圖 （2005年資料） | 東大阪市的年齡、男女別人口分布圖 （2005年資料） |  |
| ■紫色是東大阪市 ■綠色是全国 | ■藍色是男性 ■紅色是女性                         |  |
| 東大阪市人口變化 \| 1970年 \| 500,173人 \| \| \| 1975年 \| 524,750人 \| \| \| 1980年 \| 521,558人 \| \| \| 1985年 \| 522,805人 \| \| \| 1990年 \| 518,319人 \| \| \| 1995年 \| 517,232人 \| \| \| 2000年 \| 515,094人 \| \| \| 2005年 \| 513,821人 \| \| \| 2010年 \| 509,533人 \| \| \| 2015年 \| 502,784人 \| \| \| 2020年 \| 493,940人 \| \| |                                                 |  |
| 資料來源：日本總務省統計中心提供之人口普查數據 |                                                 |  |
| 1970年 | 500,173人                                       |  |
| 1975年 | 524,750人                                       |  |
| 1980年 | 521,558人                                       |  |
| 1985年 | 522,805人                                       |  |
| 1990年 | 518,319人                                       |  |
| 1995年 | 517,232人                                       |  |
| 2000年 | 515,094人                                       |  |
| 2005年 | 513,821人                                       |  |
| 2010年 | 509,533人                                       |  |
| 2015年 | 502,784人                                       |  |
| 2020年 | 493,940人                                       |  |

## 歷史
在令制國時代分屬河內國河內郡、若江郡、澀川郡，過去原本是被稱為河內灣沿岸的區域，隨著大和川帶來的泥沙淤積，河內灣逐漸淤積成為河內湖，最後繼續成為現在的平原區域。
14世紀室町時代，此地為擔任河內國守護的畠山氏領地，在此築有若江城作為統治整個河內的主要據點，在戰國時代後先是被三好氏所控制，最後再由織田信長所攻下。在17世紀初大坂之役時，由於緊鄰大坂城，此地也成為主要戰場，豐臣方的武將木村重成戰死於此
東大阪市現在的範圍在江戶時代大多為幕府直轄的領地，在19世紀明治維新後，這些區域曾先後隸屬大阪裁判所、河內縣、堺縣，1881年隨著堺縣被併入大阪府後隸屬大阪府至今。
1889年日本實施町村制，現在的東大阪市轄區在當時分屬：日根市村、枚岡村、枚岡南村、池島村、三野鄉村、大戶村、英田村、東六鄉村、若江村、彌刀村、小阪村、高井田村、意岐部村、楠根村、玉川村、西六鄉村、北江村、布施村、長瀨村共19個行政區劃；這些行政區劃經過多次整併後，在1937年至1955年期間先後整併為布施市、枚岡市、河內市三個行政區劃。1967年，這三個行政區劃再進一步整併為現在的東大阪市。2005年成為中核市。

### 變遷表
| 1889年4月1日                              | 1889年 - 1926年 | 1926年 - 1944年              | 1926年 - 1944年              | 1945年 - 1954年              | 1955年 - 1988年      | 1955年 - 1988年      | 1955年 - 1988年       | 1989年 - 現在         | 現在                  |
| ----------------------------------------- | --------------- | ---------------------------- | ---------------------------- | ---------------------------- | -------------------- | -------------------- | --------------------- | --------------------- | --------------------- |
| 長瀨村                                    | 長瀨村          | 長瀨村                       | 1937年4月1日 布施市          | 1937年4月1日 布施市          | 1937年4月1日 布施市  | 1937年4月1日 布施市  | 1967年2月1日 東大阪市 | 1967年2月1日 東大阪市 | 1967年2月1日 東大阪市 |
| 布施村                                    | 布施村          | 1925年4月1日 布施町          | 1937年4月1日 布施市          | 1937年4月1日 布施市          | 1937年4月1日 布施市  | 1937年4月1日 布施市  | 1967年2月1日 東大阪市 | 1967年2月1日 東大阪市 | 1967年2月1日 東大阪市 |
| 高井田村                                  | 高井田村        | 1933年4月1日 併入布施町      | 1937年4月1日 布施市          | 1937年4月1日 布施市          | 1937年4月1日 布施市  | 1937年4月1日 布施市  | 1967年2月1日 東大阪市 | 1967年2月1日 東大阪市 | 1967年2月1日 東大阪市 |
| 小阪村                                    | 小阪村          | 1925年4月1日 小阪町          | 1937年4月1日 布施市          | 1937年4月1日 布施市          | 1937年4月1日 布施市  | 1937年4月1日 布施市  | 1967年2月1日 東大阪市 | 1967年2月1日 東大阪市 | 1967年2月1日 東大阪市 |
| 楠根村                                    | 楠根村          | 1929年10月15日 楠根町        | 1937年4月1日 布施市          | 1937年4月1日 布施市          | 1937年4月1日 布施市  | 1937年4月1日 布施市  | 1967年2月1日 東大阪市 | 1967年2月1日 東大阪市 | 1967年2月1日 東大阪市 |
| 彌刀村                                    |                 |                              | 1937年4月1日 布施市          | 1937年4月1日 布施市          | 1937年4月1日 布施市  | 1937年4月1日 布施市  | 1967年2月1日 東大阪市 | 1967年2月1日 東大阪市 | 1967年2月1日 東大阪市 |
| 意岐部村                                  |                 |                              | 1937年4月1日 布施市          | 1937年4月1日 布施市          | 1937年4月1日 布施市  | 1937年4月1日 布施市  | 1967年2月1日 東大阪市 | 1967年2月1日 東大阪市 | 1967年2月1日 東大阪市 |
| 枚岡村                                    | 枚岡村          | 1939年7月1日 枚岡町          | 1939年7月1日 枚岡町          | 1939年7月1日 枚岡町          | 1955年1月11日 枚岡市 | 1955年1月11日 枚岡市 | 1967年2月1日 東大阪市 | 1967年2月1日 東大阪市 | 1967年2月1日 東大阪市 |
| 枚岡南村                                  | 枚岡南村        | 1929年4月1日 繩手村          | 1929年4月1日 繩手村          | 1947年10月1日 繩手町         | 1955年1月11日 枚岡市 | 1955年1月11日 枚岡市 | 1967年2月1日 東大阪市 | 1967年2月1日 東大阪市 | 1967年2月1日 東大阪市 |
| 池島村                                    |                 | 1929年4月1日 繩手村          | 1929年4月1日 繩手村          | 1947年10月1日 繩手町         | 1955年1月11日 枚岡市 | 1955年1月11日 枚岡市 | 1967年2月1日 東大阪市 | 1967年2月1日 東大阪市 | 1967年2月1日 東大阪市 |
| 大戶村                                    | 大戶村          | 大戶村                       | 大戶村                       | 1950年4月1日 石切町          | 1955年1月11日 枚岡市 | 1955年1月11日 枚岡市 | 1967年2月1日 東大阪市 | 1967年2月1日 東大阪市 | 1967年2月1日 東大阪市 |
| 日根市村                                  | 日根市村        | 1912年10月1日 改名為孔舎衙村 | 1912年10月1日 改名為孔舎衙村 | 1912年10月1日 改名為孔舎衙村 | 1955年1月11日 枚岡市 | 1955年1月11日 枚岡市 | 1967年2月1日 東大阪市 | 1967年2月1日 東大阪市 | 1967年2月1日 東大阪市 |
| 玉川村                                    | 玉川村          | 1943年10月1日 玉川町         | 1943年10月1日 玉川町         | 1943年10月1日 玉川町         | 1955年1月15日 河內市 | 河內市               | 1967年2月1日 東大阪市 | 1967年2月1日 東大阪市 | 1967年2月1日 東大阪市 |
| 若江村                                    |                 |                              |                              |                              | 1955年1月15日 河內市 | 河內市               | 1967年2月1日 東大阪市 | 1967年2月1日 東大阪市 | 1967年2月1日 東大阪市 |
| 北江村                                    | 北江村          | 1931年4月1日 盾津村          | 1943年10月1日 盾津町         | 1943年10月1日 盾津町         | 1955年1月15日 河內市 | 河內市               | 1967年2月1日 東大阪市 | 1967年2月1日 東大阪市 | 1967年2月1日 東大阪市 |
| 西六鄉村                                  |                 | 1931年4月1日 盾津村          | 1943年10月1日 盾津町         | 1943年10月1日 盾津町         | 1955年1月15日 河內市 | 河內市               | 1967年2月1日 東大阪市 | 1967年2月1日 東大阪市 | 1967年2月1日 東大阪市 |
| 東六鄉村                                  |                 | 1931年4月1日 盾津村          | 1943年10月1日 盾津町         | 1943年10月1日 盾津町         | 1955年1月15日 河內市 | 河內市               | 1967年2月1日 東大阪市 | 1967年2月1日 東大阪市 | 1967年2月1日 東大阪市 |
| 英田村                                    |                 |                              |                              |                              | 1955年1月15日 河內市 | 河內市               | 1967年2月1日 東大阪市 | 1967年2月1日 東大阪市 | 1967年2月1日 東大阪市 |
| 三野鄉村                                  |                 |                              |                              |                              | 1955年1月15日 河內市 | 河內市               |                       |                       |                       |
| 1955年2月1日 舊三野鄉村南部區域併入八尾市 |                 |                              |                              |                              | 1955年1月15日 河內市 |                      |                       |                       |                       |

## 行政

### 歴任市長
| 任 | 姓名       | 上任日期       | 卸任日期      | 備註                            |
| -- | ---------- | -------------- | ------------- | ------------------------------- |
| 1  | 辰巳佐太郎 | 1967年2月19日  | 1970年6月14日 | 1屆                             |
| 2  | 伏見格之助 | 1970年6月14日  | 1982年6月13日 | 3屆                             |
| 3  | 北川謙次   | 1982年6月14日  | 1989年12月6日 | 2屆，任期中因病辭職             |
| 4  | 清水行雄   | 1989年12月24日 | 1998年5月20日 | 3屆                             |
| 5  | 長尾淳三   | 1998年7月12日  | 2002年7月11日 | 1屆                             |
| 6  | 松見正宣   | 2002年7月12日  | 2006年7月11日 | 1屆                             |
| 7  | 長尾淳三   | 2006年7月12日  | 2007年9月14日 | 1屆，因市議會通過不信任案而離職 |
| 8  | 野田義和   | 2007年10月28日 | 現任          | 5屆                             |

## 交通
近畿日本鐵道所經營的奈良線以東西向穿過東大阪市主要市區，為轄內最主要的鐵道路線；但由於東大阪市過去為布施市、河內市、枚岡市三個城市合併而成，至今各區域仍維持均衡發展，並未有特別明顯的主要市區，因此轄內也沒有哪個車站的運量特別凸出。
高速公路則有阪神高速13號東大阪線和近畿自動車道分別以東西向、南北向穿過市區；轄內最主要的客運業者也是同屬於近鐵集團控股的近鐵巴士。

### 鐵路
- 西日本旅客鐵道
  -  片町線：（←大東市） - 鴻池新田車站 - 德庵車站 - （大阪市）
  -  大阪東線：（大阪市） - 高井田中央車站 - JR河內永和車站 - JR俊德道車站 - JR長瀨車站 - 衣摺加美北車站 - （大阪市→）
- 近畿日本鐵道
  -  大阪線：（大阪市） - 布施車站 - 俊德道車站 - 長瀨車站 - 彌刀車站 - （八尾市→）
  -  奈良線：布施車站 - 河內永和車站 - 河內小阪車站 - 八戶之里車站 - 若江岩田車站 - 河內花園車站 - 東花園車站 - 瓢箪山車站 - 枚岡車站 - 額田車站 - 石切車站 - （生駒市→）
  -  京阪奈線：長田車站 - 荒本車站 - 吉田車站 - 新石切車站 - （生駒市）
- 大阪市高速電氣軌道
  -  中央線（大阪市） - 高井田車站 - 長田車站

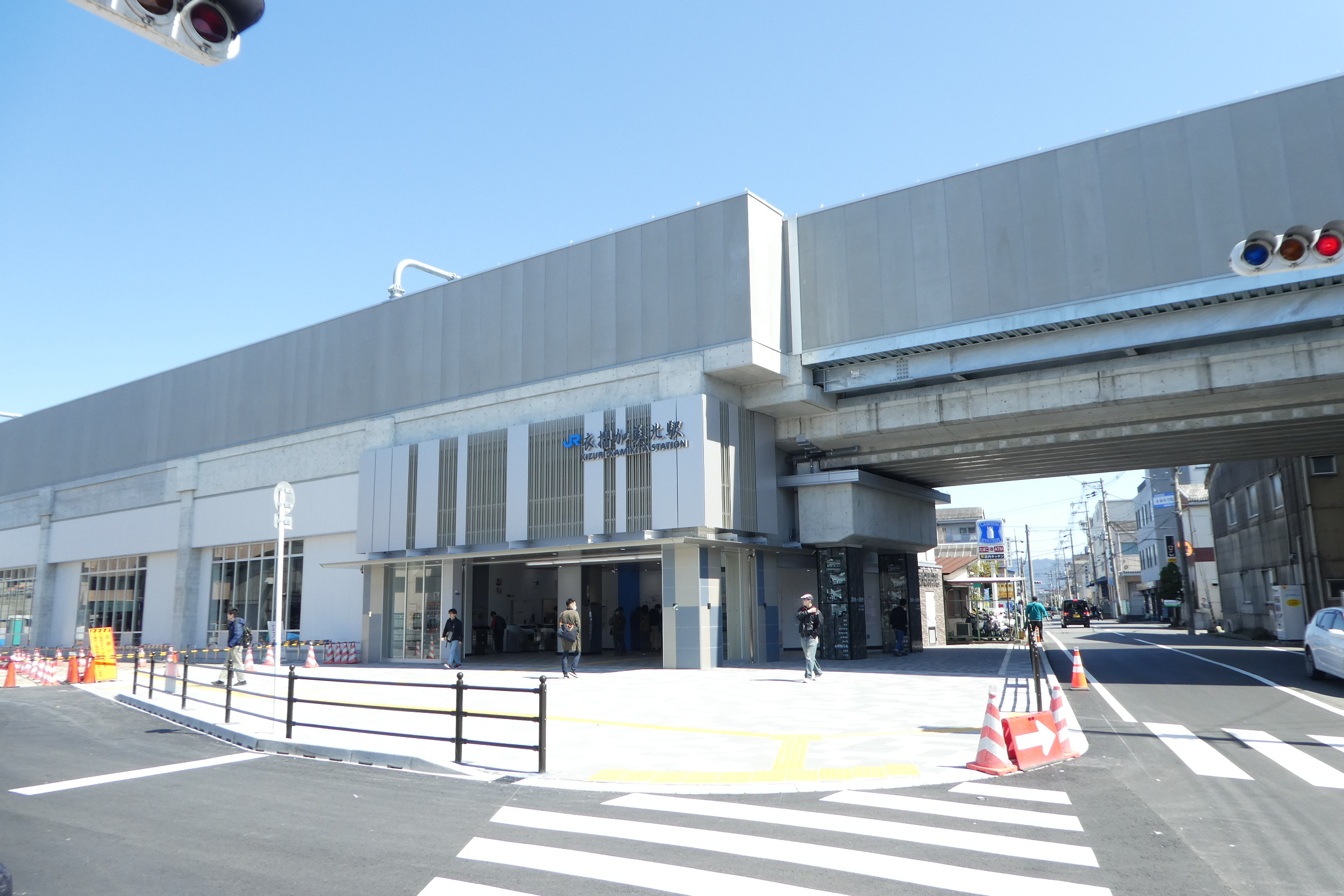
衣摺加美北車站
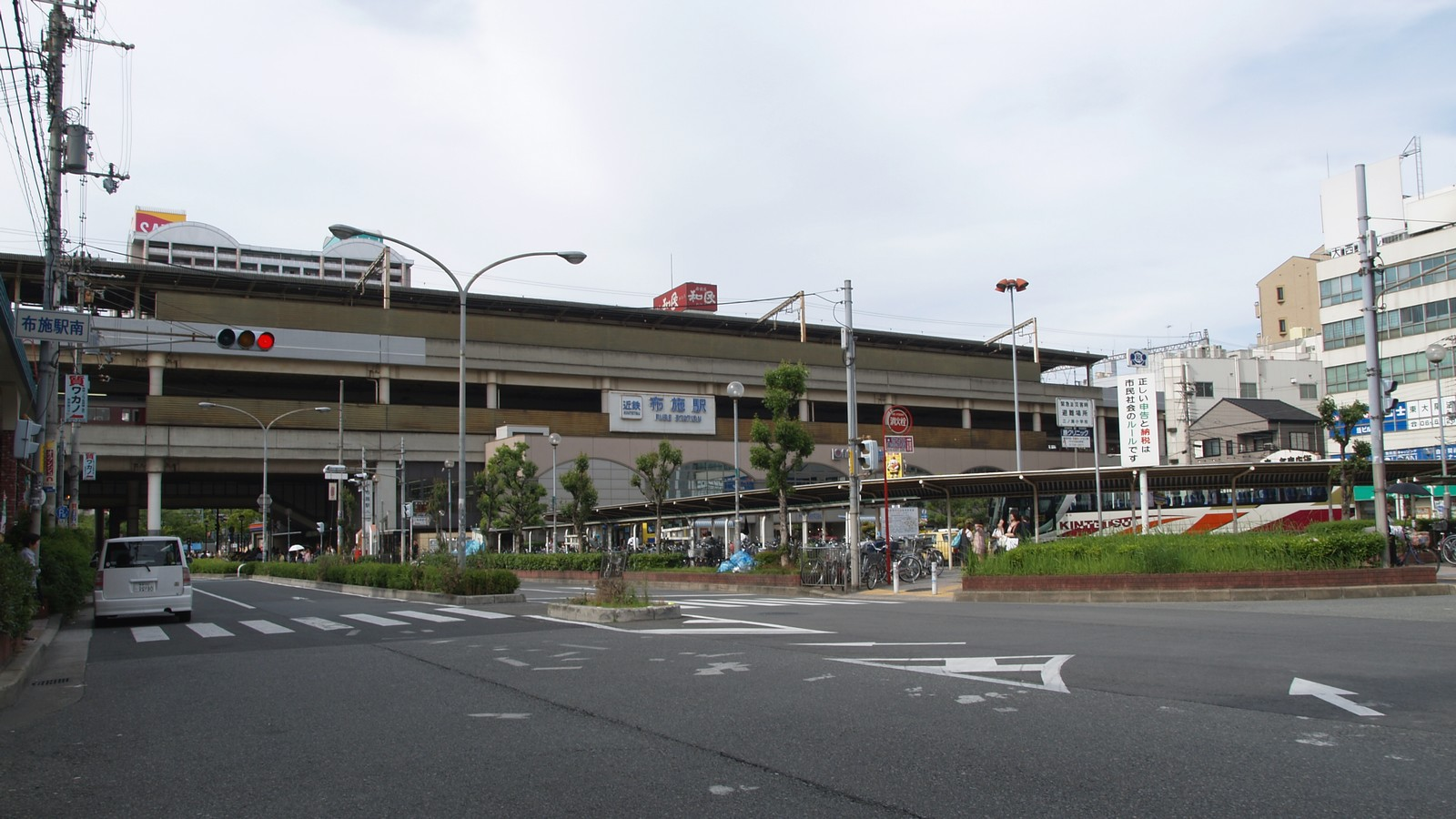
布施車站
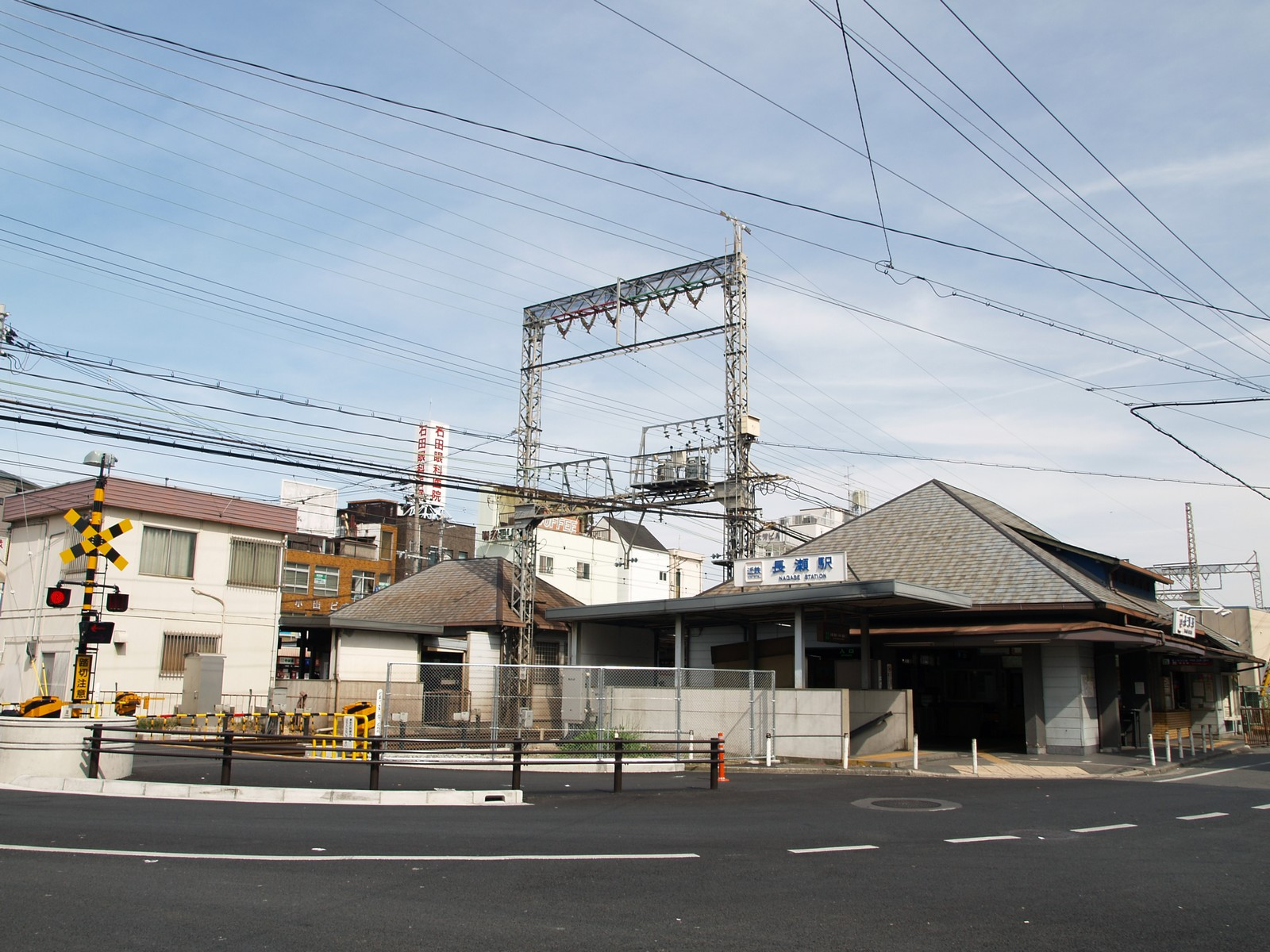
長瀨車站
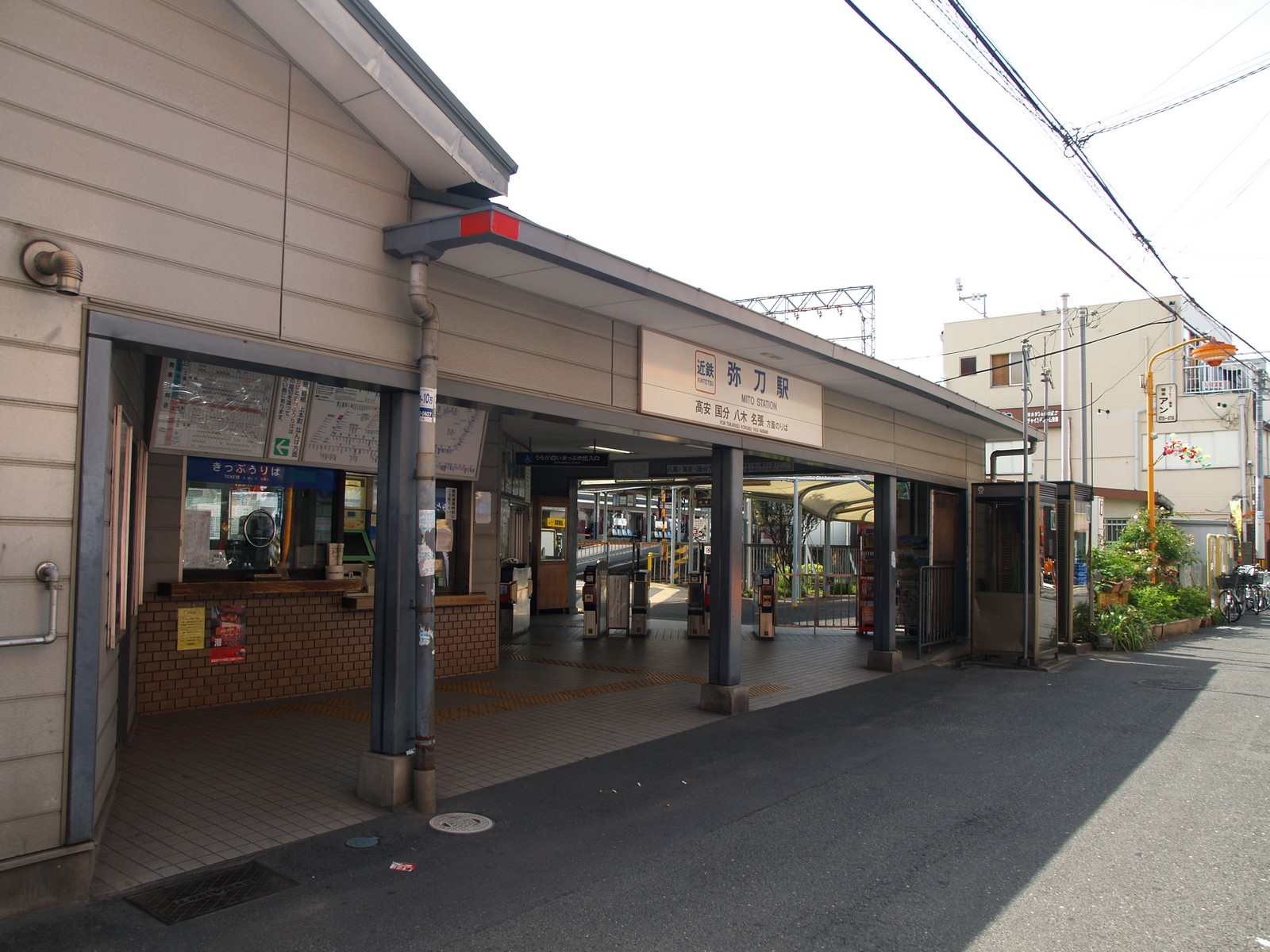
彌刀車站
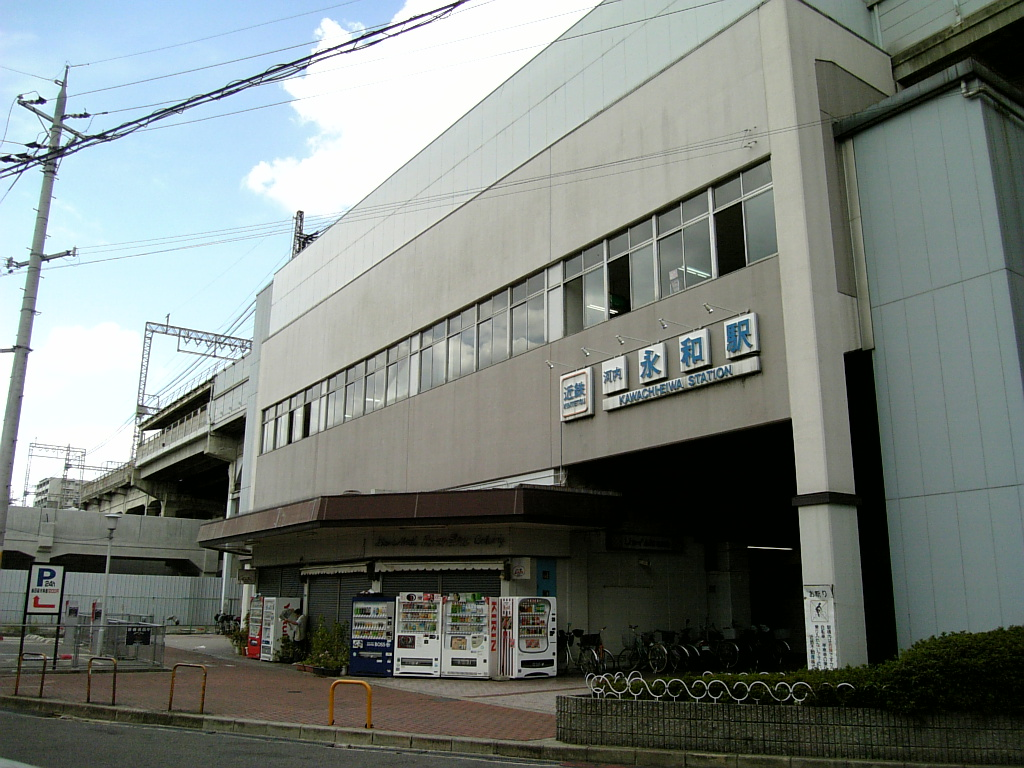
河內花園車站
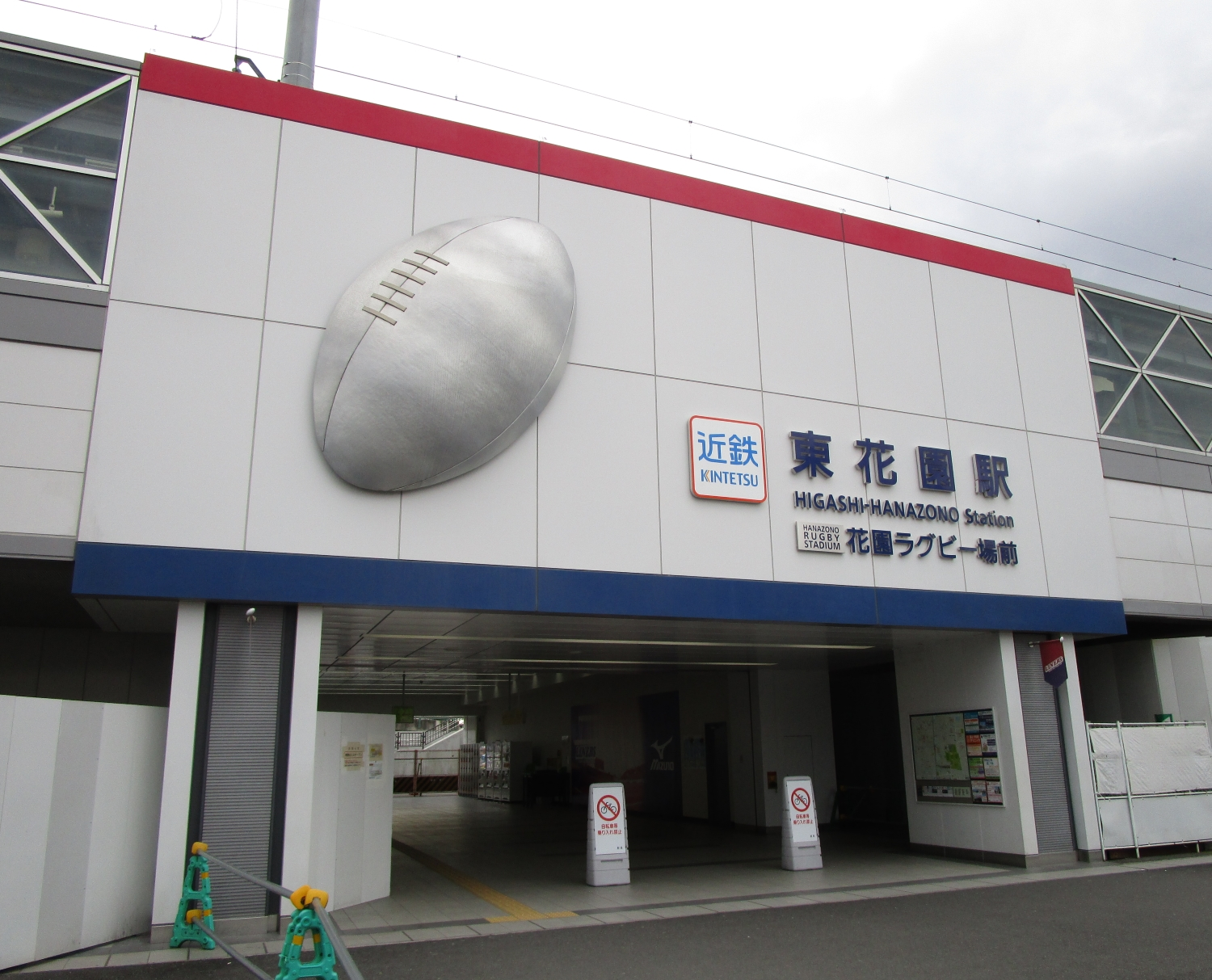
東花園車站
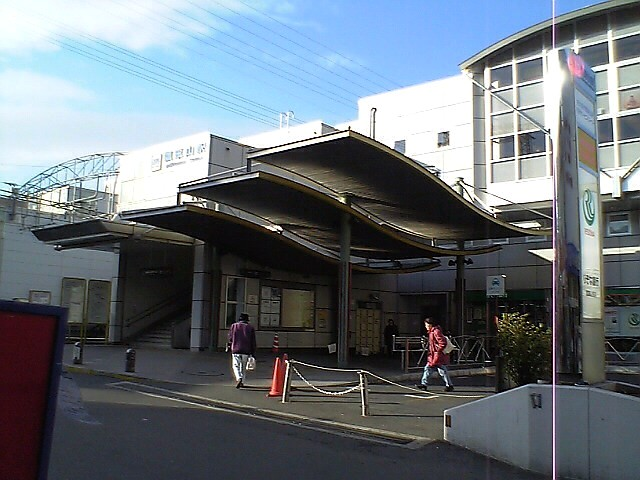
瓢箪山車站
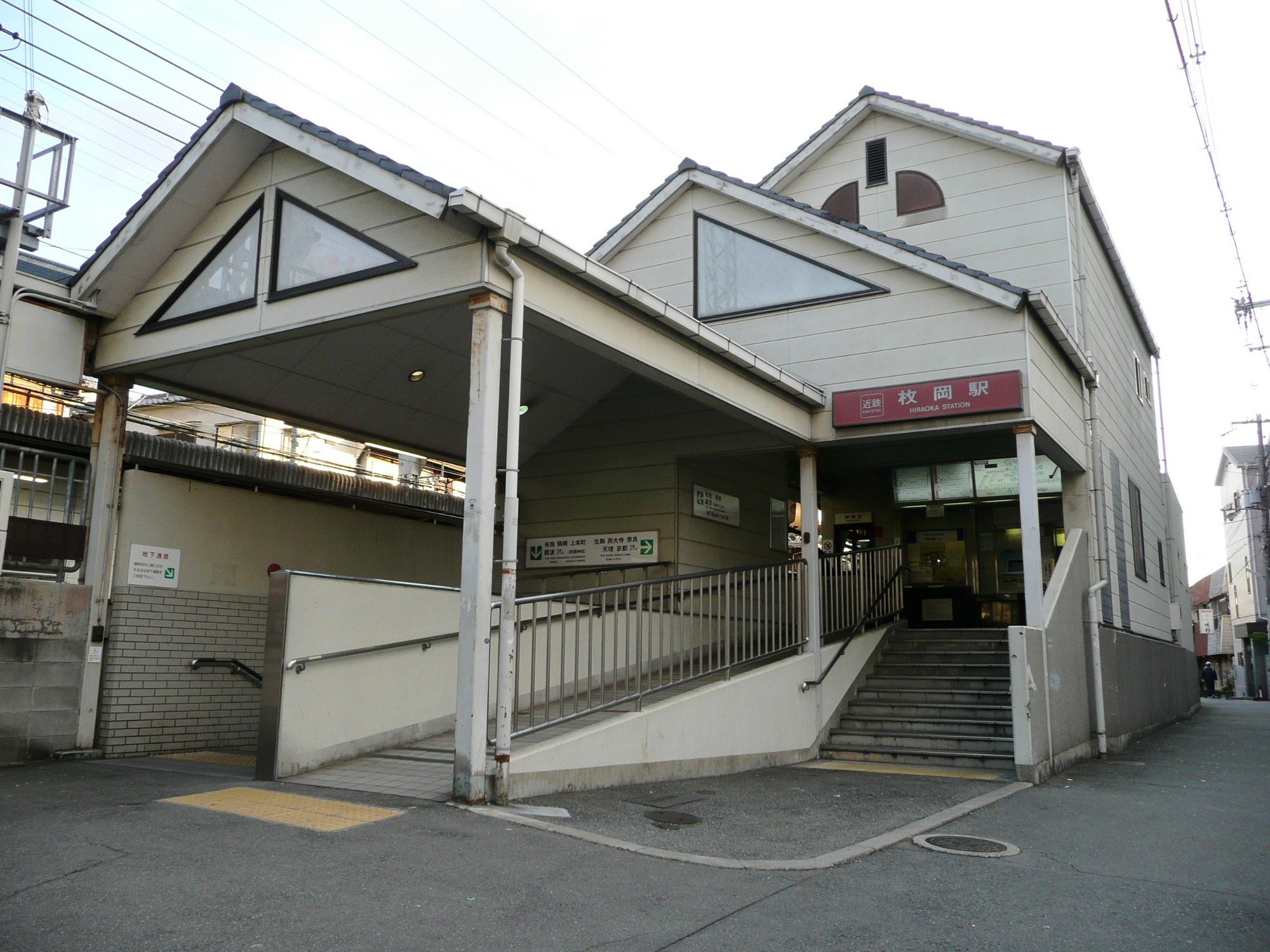
枚岡車站

### 公路
高速道路
- 近畿自動車道：（大阪市） - 東大阪北交流道 - 東大阪停車區 - 東大阪系統交流道 - 東大阪南交流道 - （八尾市）
- 阪神高速13號東大阪線：（大阪市） - 高井田出入口 - 長田出入口 - 東大阪系統交流道 - 東大阪荒本出入口 - 中野出入口 - 水走出入口 - 西石切匝道 - （第二阪奈收費道路（日语：第二阪奈有料道路））
- 第二阪奈收費道路（日语：第二阪奈有料道路）：（阪神高速13號東大阪線） - 西石切匝道 - （生駒市）

## 觀光資源
東大阪市花園橄欖球場於1929年啟用，最初為近畿日本鐵道的前身大阪電氣軌道所興建營運，是日本第一個橄欖球類運動的球場，現在也是每年12月舉辦的全國高等學校橄欖球大會比賽場地。
小說家司马辽太郎自1964年起定居於此，在此居住長達32年，其在1996年過世後，原住所在2001年設立為司馬遼太郎紀念館，展示其晚年所使用之藏書、資料、書房。
- 瓢箪山稲荷神社（日语：瓢箪山稲荷神社）
- 枚岡神社
- 石切劔箭神社（日语：石切劔箭神社）

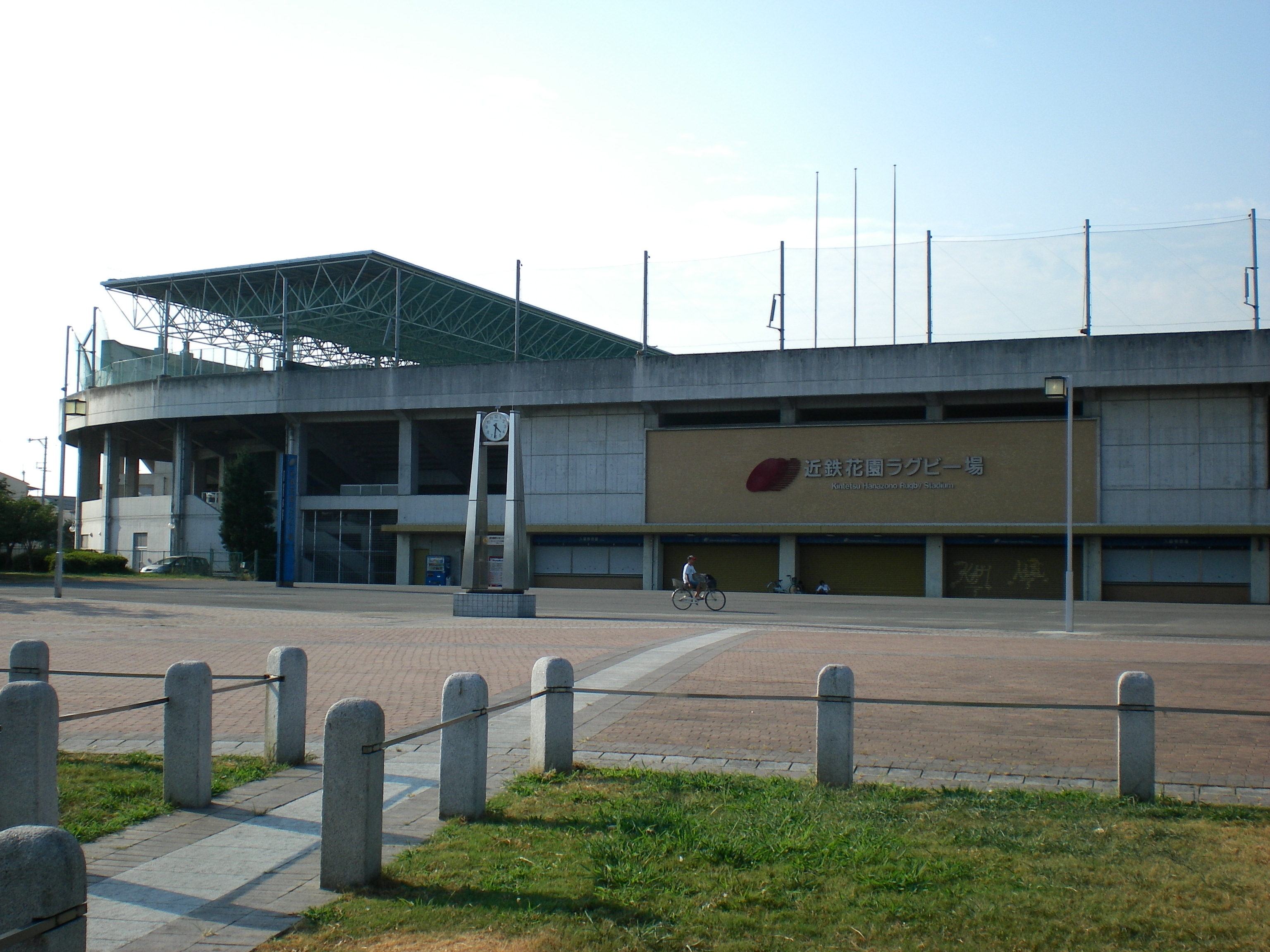
東大阪市花園橄欖球場
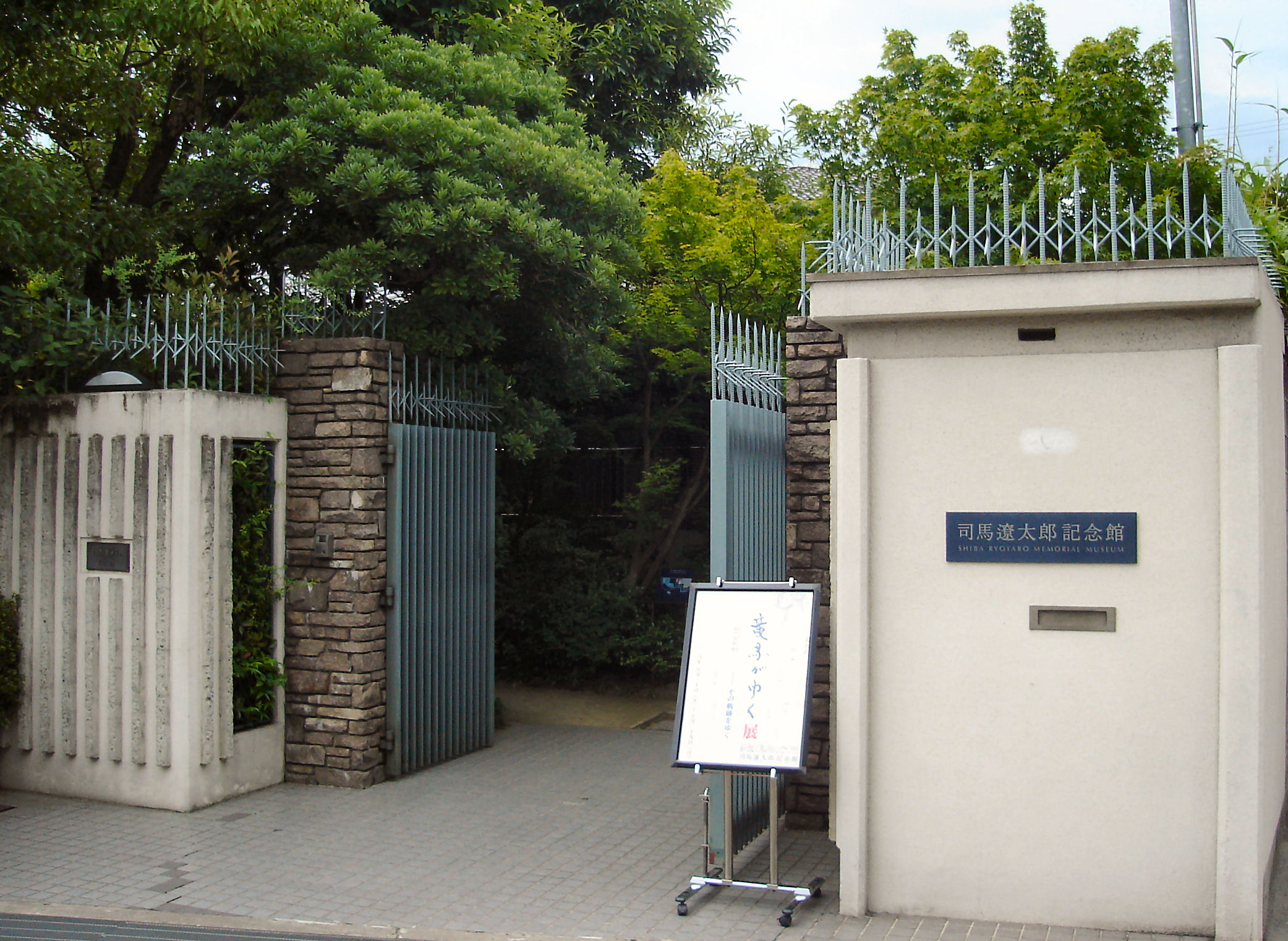
司馬遼太郎記念館（日语：司馬遼太郎記念館）

## 教育

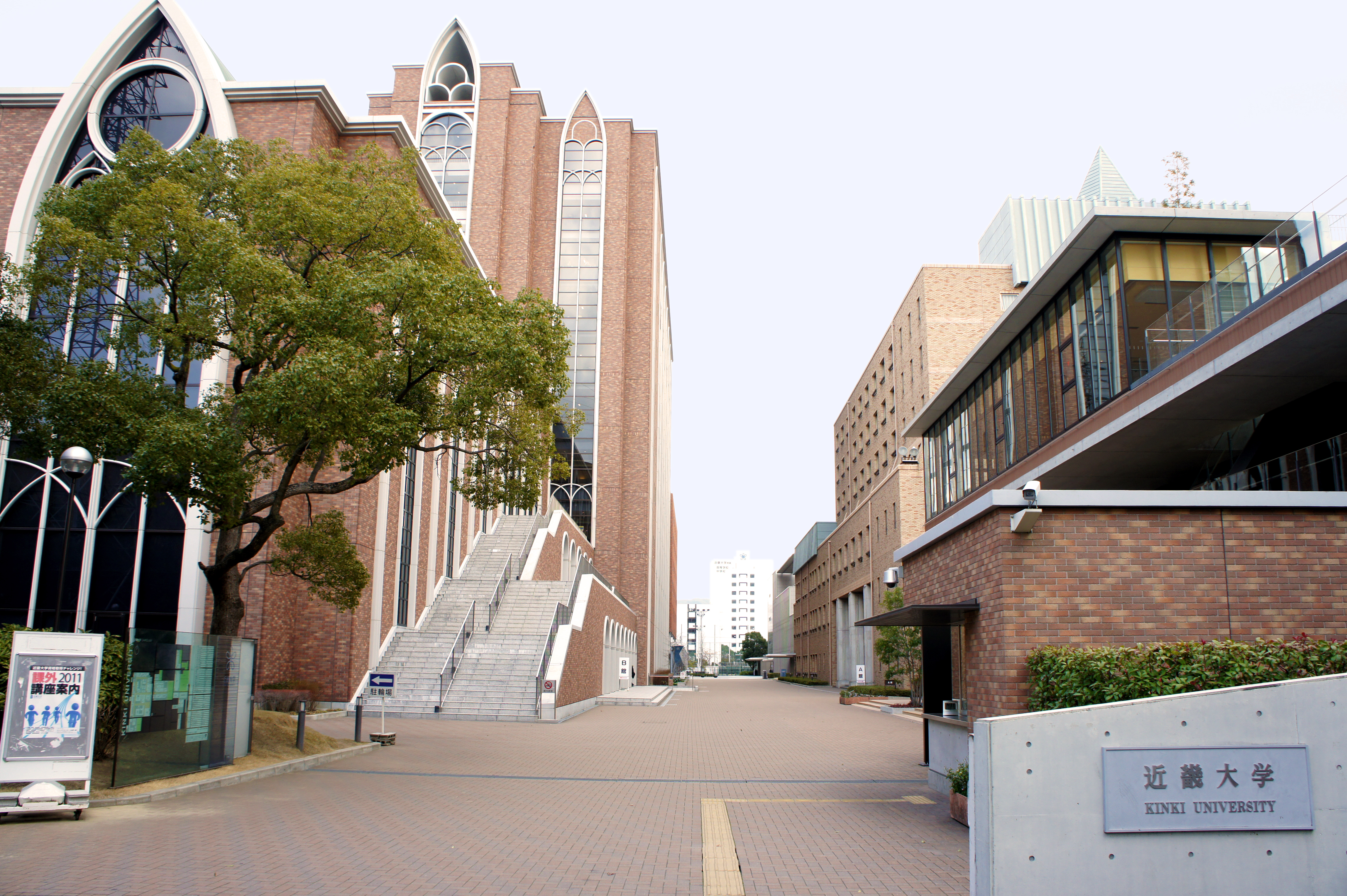
近畿大學校本部

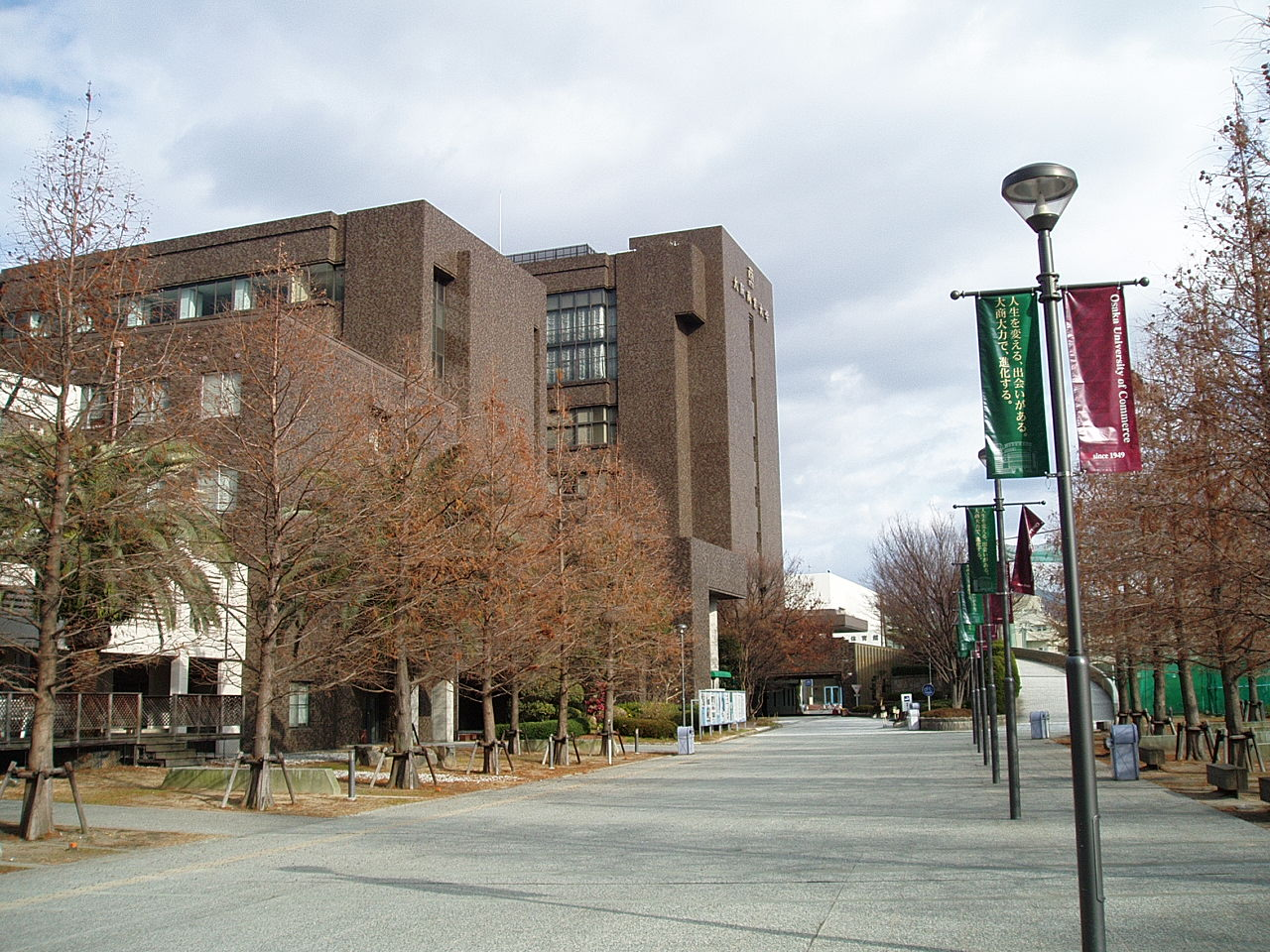
大阪商業大學校園

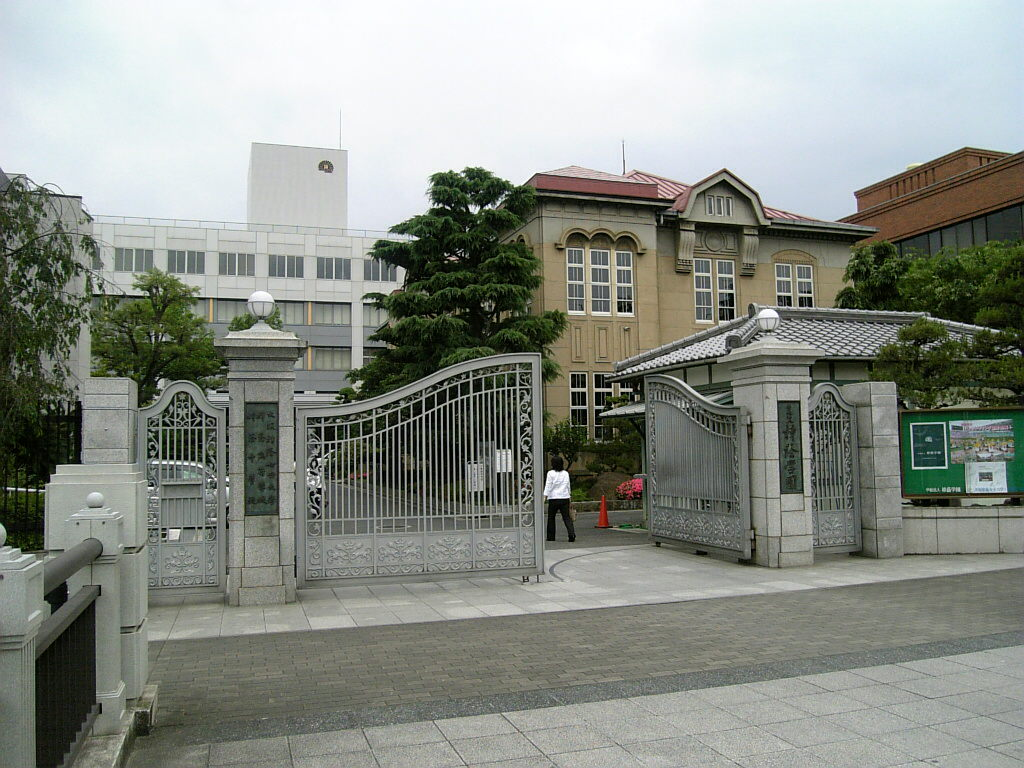
大阪樟蔭女子大學校門

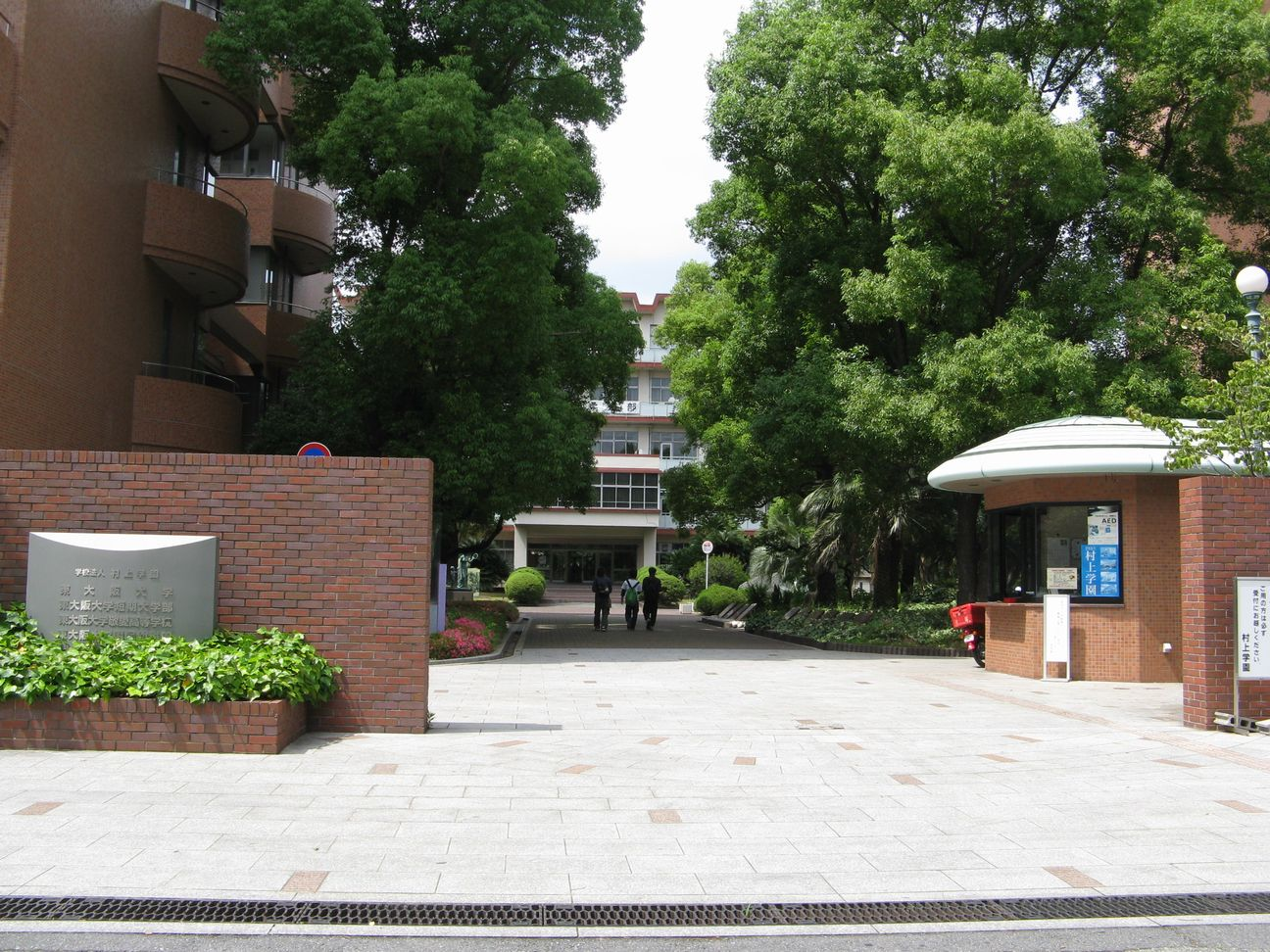
東大阪大學校門

位於東大阪市的高等學校包括近畿大学、近畿大學短期大學部、大阪商業大學、大阪樟蔭女子大學、東大阪大學和东大阪大学短期大学部。
此外還有屬於朝鮮學校體系的大阪朝鮮高級學校。

## 姊妹、友好城市

### 日本
- 下北山村（奈良縣）

### 海外
- 米特区（德國柏林）
於1959年由布施市（日语：布施市）與米特區締結為姊妹都市。[6]
- 格倫代爾（美國加利福尼亞州洛杉磯郡）
於1960年由枚岡市（日语：枚岡市）與格倫代爾締結為姊妹都市。[6]

## 本地出身之名人
- 苏我理右卫门：16世紀商人，住友財閥創始人之一。
- 江崎玲於奈：隧道二極體發明者、1973年諾貝爾物理學獎得主。
- 鹽川正十郎：政治人物、曾任眾議院議員、運輸大臣、文部大臣、內閣官房長官、自治大臣、國家公安委員會委員長及財務大臣。
- 山中伸彌：幹細胞學者、2012年諾貝爾生理學或醫學獎得主
- 愛內里菜：歌手
- 池脇千鶴：演員
- 大倉忠義：偶像藝人、傑尼斯偶像组合關西傑尼斯8成员
- 桐山照史：歌手
- 芹洋子：歌手
- 高畑充希：演員、歌手
- 淳君：歌手、音樂製作人
- 中村美律子：演歌歌手
- 平井堅：創作歌手
- 山野智子：聲優
- 矢野浩二：演員、藝人
- 龍真咲：演員
- 大沼幸二：棒球選手
- 谷佳知：棒球選手
- 福本豐：棒球選手
- 松井稼頭央：棒球選手
- 藤春廣輝：足球選手
- 井山裕太：職業圍棋棋士、日本第一位同時擁有全部七冠（棋聖、名人、本因坊、天元、王座、碁聖、十段）頭銜者。
- 齊藤真木子（日语：斉藤真木子）：偶像藝人、女子偶像團體SKE48總隊長

## 外部連結
- （日語） 東大阪市政府的Facebook專頁
- （日語） 東大阪市的X（前Twitter）
- （日語） YouTube上的東大阪市政府頻道